# Kiekinpott

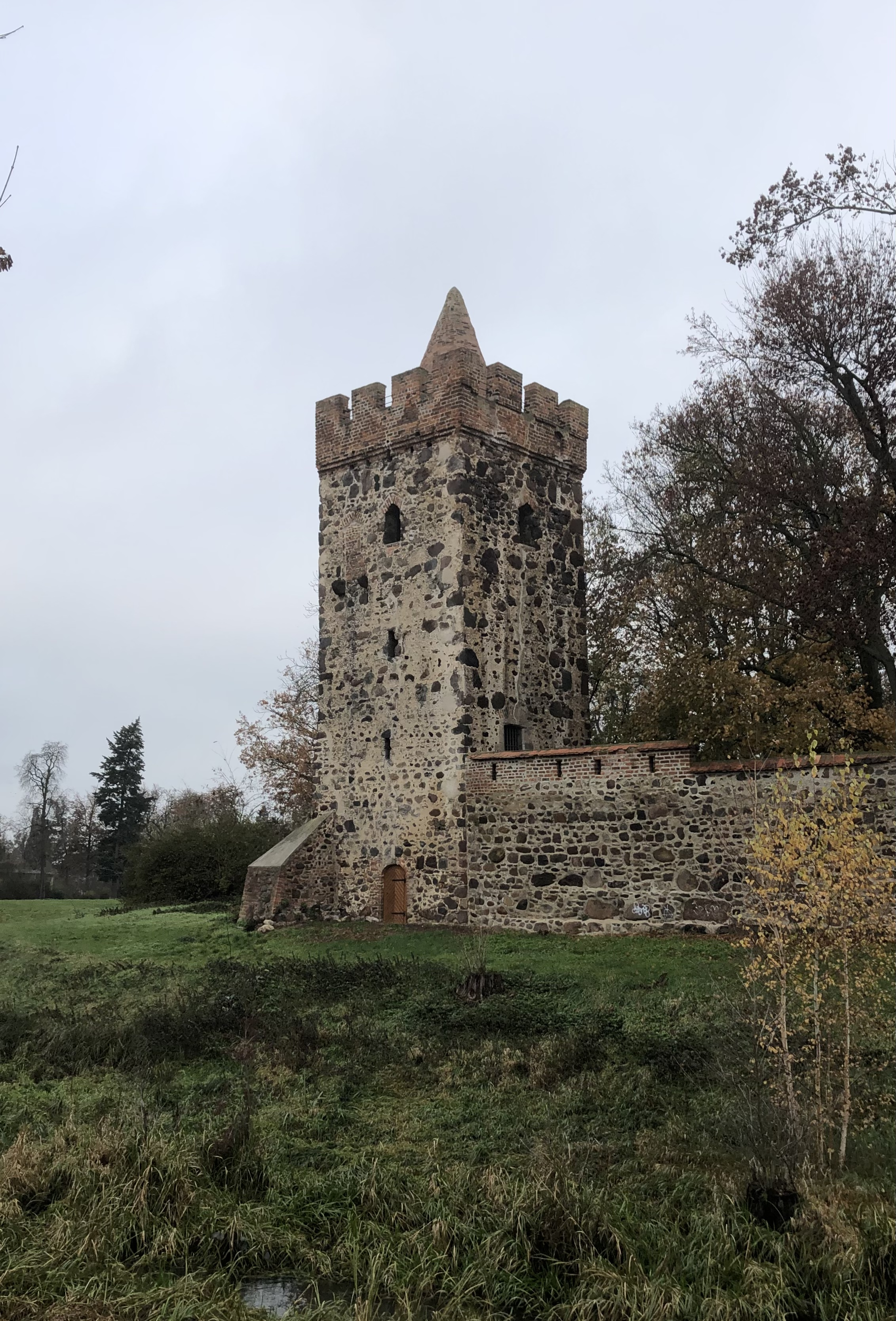
Kiekinpott, 2022

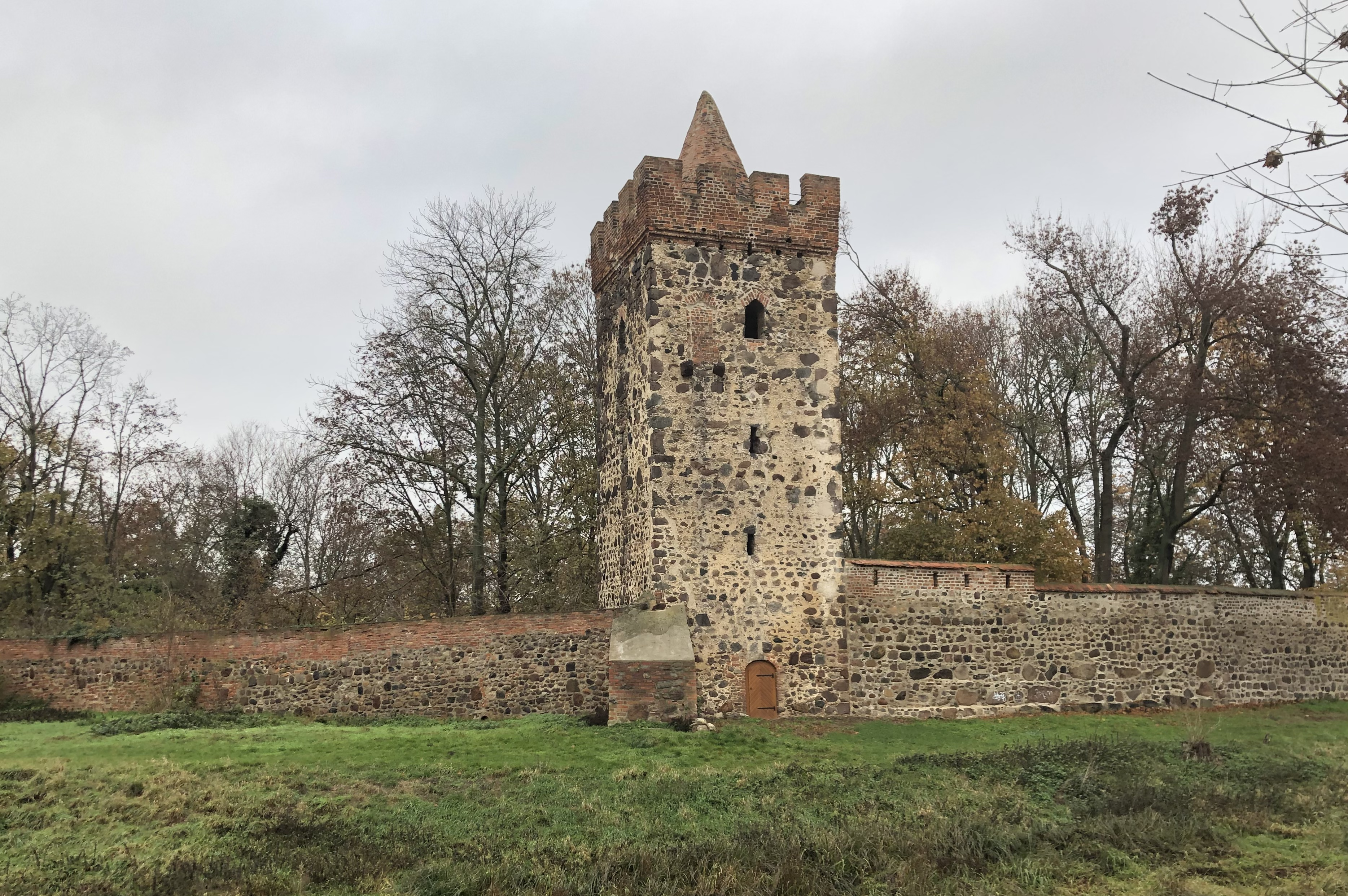
Blick von Süden

Kiekinpott, auch Kieckinpot, ist ein Turm der mittelalterlichen Stadtbefestigung Zerbst in Sachsen-Anhalt.

## Lage
Der Turm befindet sich in Zerbst/Anhalt an der Südwestecke der Stadtbefestigung, südöstlich des Schlosses Zerbst. Unmittelbar südlich des Kiekinpott verläuft die Bohner Nuthe.

## Architektur und Geschichte
Planungen zur Verstärkung der südwestlichen Stadtmauer zwischen Akenschem Tor und dem außerhalb der Stadtmauer liegendem Schloss bestanden schon seit dem Jahr 1370. Hierbei wurde auch der Bau eines neuen Wehrturms am dortigen Knick der Stadtmauer nötig. Kiekinpott wurde im Jahr 1396 errichtet.
Durch den Standort des Turms war es möglich, von dort in die Anlagen des Schlosses einzusehen. Fürst Siegmund ging gegen den Standort des Turmes vor und verlangte den Abbruch des Turms oder Schadensersatz. Der Turm wurde von der Zerbstern schnell Kiekindeköken (Niederdeutsch für Schau in die Küche) genannt. Der Fürst konnte sich in einem Rechtsstreit durchsetzen, die Stadt Zerbst musste 900 Mark in Silber als Schadensersatz leisten. Der Turm blieb allerdings bestehen und trägt noch heute den auf diese Begebenheit zurückgehenden Namen Kiekinpott (Schau in den Topf).
Der Turm ist auf annähernd quadratischem Grundriss errichtet. Im oberen Teil befindet sich ein Wohnbereich mit einem Kamin und Fenstern. 